# 81e division d'infanterie (Allemagne)
Pour les articles homonymes, voir 81e division.
La  81e division d'infanterie (en allemand : 81. Infanterie-Division ou 81. ID) est une des divisions d'infanterie de l'armée allemande (Wehrmacht) durant la Seconde Guerre mondiale.

## Création et différentes dénominations
La 81. Infanterie-Division a été formée en décembre 1939 en tant qu'élément de la 6. welle (vague).
Elle a vu l'action à Staraja Russa, Demiansk, Newel et Courlande.

## Organisation

### Commandants successifs
| Date                             | Grade           | Commandant                  |
| -------------------------------- | --------------- | --------------------------- |
| 1er décembre 1939-5 octobre 1940 | Generalleutnant | Friedrich-Wilhelm von Löper |
| 5 octobre 1940-8 décembre 1941   | Generalmajor    | Hugo Ribstein               |
| 8 décembre 1941 - 1er mars 1943  | Generalleutnant | Erich Schopper              |
| 1er mars 1943-13 mars 1943       | Generalleutnant | Gottfried Weber             |
| 13 mars 1943 - 1er juin 1943     | Generalleutnant | Erich Schopper              |
| 1er juin 1943-30 juin 1943       | Generalleutnant | Gottfried Weber             |
| 30 juin 1943-5 avril 1944        | Generalleutnant | Erich Schopper              |
| 5 avril 1944 - 1er juillet 19444 | Generalleutnant | Vollrath Lübbe              |
| 1er juillet 1944-10 juillet 1944 | Generalmajor    | Dr. Ernst Meiners           |
| 10 juillet 1944-8 mai 1945       | Generalleutnant | Franz-Eccard von Bentivegni |

### Rattachement
| Date          | Korps   | Armee     | Heeresgruppe | Localisation       |
| ------------- | ------- | --------- | ------------ | ------------------ |
| Janvier 1940  |         |           | z. Vfg. OKH  | Neuhammer          |
| Juin 1940     | XVIII   | 9. Armee  | B            | Soissons           |
| Juillet 1940  | Reserve | 1. Armee  | C            | Ouest de la France |
| août 1940     |         |           | z. Vfg. OKH  | beurlaubt          |
| Mars 1941     | LIX     | 7. Armee  | D            | Nord de la France  |
| Janvier 1942  | XXXIX   | 16. Armee | Nord         | Staraja Russa      |
| Février 1942  | X       | 16. Armee | Nord         | Staraja Russa      |
| Novembre 1942 | II      | 16. Armee | Nord         | Demjansk           |
| Février 1943  | XXVIII  | 18. Armee | Nord         | Leningrad          |
| Novembre 1943 | L       | 18. Armee | Nord         | Leningrad          |
| Décembre 1943 | VIII    | 16. Armee | Nord         | Newel              |
| Avril 1944    | X       | 16. Armee | Nord         | Newel              |
| Mai 1944      | II      | 16. Armee | Nord         | Newel              |
| Août 1944     | Kleffel | 16. Armee | Nord         | Dünaburg           |
| Octobre 1944  | XXXXVII | Grasser   | Nord         | Birsen             |
| Novembre 1944 | XVI     | 16. Armee | Nord         | Courlande          |
| Février 1945  | XVI     | 16. Armee | Courlande    | Courlande          |

## Théâtres d'opérations
- Allemagne : Décembre 1939 - Mai 1940
- France : mai 1940 - Décembre 1941
- Front de l'Est, secteur Centre : Décembre 1941 - Février 1944
  - 8 février - 2 mai 1942 : Poche de Demiansk
- Front de l'Est, secteur Nord : février 1944 - Octobre 1944
- Poche de Courlande : octobre 1944 - Mai 1945

## Ordres de bataille
81. Infanterie-Division 1939
- Infanterie-Regiment 161
- Infanterie-Regiment 174
- Infanterie-Regiment 189
- Artillerie-Regiment 181
- Pionier-Battalion 181
- Panzerabwehr-Abteilung 181
- Infanterie-Divisions-Nachrichten-Abteilung 181
- Infanterie-Divisions-Nachschubführer 181

81. Infanterie-Division 1944
- Grenadier-Regiment 161
- Grenadier-Regiment 174
- Grenadier-Regiment 189
- Divisions-Füsilier-Battalion 61
- Artillerie-Regiment 181
- Pionier-Battalion 181
- Panzerjäger-Abteilung 181
- Infanterie-Divisions-Nachrichten-Abteilung 181
- Infanterie-Divisions-Nachschubführer 181

## Décorations
Certains membres de cette division se sont fait décorer pour faits d'armes :
- Agrafe de la liste d'honneur
  - 28
- Croix allemande en Or
  - 46
- Croix de chevalier de la Croix de fer
  - 23 (dont 1 non officiel)